# Claudio Barrientos
Claudio „Tripa” Barrientos (ur. 10 listopada 1936 w Osorno, zm. 7 maja 1982) – chilijski bokser kategorii koguciej i piórkowej. Srebrny medalista igrzysk panamerykańskich w Meksyku w kategorii piórkowej, brązowy medalista letnich igrzysk olimpijskich w Melbourne w kategorii koguciej.